# Vacunación contra la COVID-19 en Filipinas
El programa de vacunación contra la COVID-19 en Filipinas es la campaña de inmunización en Filipinas contra el coronavirus 2 del síndrome respiratorio agudo severo (SARS-CoV-2 en inglés), el virus que causa la enfermedad por coronavirus de 2019 (COVID-19 en inglés). 

## Desarrollo
El gobierno filipino negoció con varios fabricantes de vacunas extranjeros para asegurar el suministro nacional de vacunas por la COVID-19. Estos fabricantes incluían Sinovac Biotech (China), el Centro Nacional de Investigación de Epidemiología y Microbiología Gamaleya (Rusia), Moderna (Estados Unidos) y Pfizer (Estados Unidos). 
El programa de vacunación comenzó el 1 de marzo de 2021, y la vacunación en mayo de 2021.El sector privado, con la sanción del gobierno, obtuvo al menos 2.6 millones de dosis de vacunas del fabricante británico-sueco AstraZeneca. El gobierno también compró 30 millones de dosis de la empresa estadounidense Novavax, que serían suministradas por el Instituto Suero de India. En total, el gobierno planeaba asegurar 148 millones de dosis de al menos siete empresas para fines de 2021.
Los esfuerzos de adquisiciones del gobierno nacional fueron objeto de diversas controversias. Se alegó que el secretario de Salud Francisco Duque "dejó caer la pelota" en un acuerdo de vacuna de Pfizer que podría haber asegurado 10 millones de dosis para enero de 2021. Los planes para asegurar 25 millones de dosis de Sinovac de China también fueron objeto de escrutinio en el Congreso debido a su tasa de eficacia informada. El Departamento de Salud filipino defendió que la vacuna de Sinovac satisfacía los estándares de la Organización Mundial de la Salud de al menos un 50 por ciento de tasa de eficacia, mientras que la FDA estadounidense criticó que Sinovac aún no hubiera publicado un informe científico oficial y publicado sobre la tasa de eficacia de sus vacunas y que el ensayo clínico para el la vacuna se administra en diferentes países y la tasa de eficacia por país variará.
En 2024 se supo que el gobierno estadounidense de Donald Trump había lanzado a partir de 2020 una campaña secreta de desinformación contra CoronaVac en varios países de Asia, principalmente centrada en Filipinas. La campaña, propagada por cientos de cuentas falsas en redes sociales operadas por militares estadounidenses, sembraba dudas sobre la eficacia de la vacuna china y afirmaba que los musulmanes debían rechazarla porque supuestamente contenía gelatina de cerdo. Unos meses después de la derrota de Donald Trump en las elecciones, la nueva administración Biden detuvo la campaña.
La desinformación estadounidense puede haber sido la causa de que Filipinas alcanzase una tasa de vacunación muy inferior a la de los países de su entorno, lo que llegó al presidente Duterte a evocar medidas extremas como el encarcelamiento de los que no quisieran vacunarse.

## Categorías de vacunación
El gobierno anunció en febrero de 2021 una lista de grupos de prioridad por la vacunación, dividido a tres categorías (A, B y C) por el Grupo Nacional Interino de Consejo Técnico por la Vacunación.
| Categoría | Grupo | Grupo objetivo |
| --------- | ----- | --- |
| A         | A1    | Personales de salud en primera línea, incluso de personales de salud no profesionales (estudiantes de medicina, auxiliares de enfermería, conserjes, trabajadores de salud en los barangayes, etc.) |
| A         | A2    | Personas mayores de 60 años |
| A         | A3    | Personas con comorbilidades no incluidos en los grupos anteriores |
| A         | A4    | Personales de primera línea en sectores esenciales: - Personales de los servicios uniformados - Trabajadores en los sectores económicos determinados por la Fuerza Interagencial de Tareas sobre las Enfermedades Infecciosas Emergentes (IATF-EID) como "esencial" durante el período de cuarentena comunitaria mejorada - Ejecutivos de unidades de gobernación local - Empleados del poder judicial - Marineros - Fiscales del Departamento de Justicia - Delegación filipina por los Juegos Olímpicos de Tokio 2020 y Juegos del Sudeste Asiático de Hanói 2021 - Empleados del sector de externalización de procesos de negocio - Personales de la Comisión de Elecciones |
| A         | A5    | Personas indigentes no incluidos en los grupos anteriores |
| B         | B1    | Educadores y trabajadores sociales |
| B         | B2    | Otros empleados del gobierno |
| B         | B3    | Otros trabajadores esenciales |
| B         | B4    | Miembros de grupos sociodemográficos en mayor riesgo de COVID-19 excluso de personas mayores e indigentes |
| B         | B5    | Otros trabajadores filipinos en el extranjero |
| B         | B6    | Otros trabajadores |
| C         | –     | Resto de la población filipina no incluido en los grupos anteriores |

## Vacunas ordenadas

### Resumen
| Vacuna                   | Origen                | Progreso                       | Dosis ordenadas | Aprobación            | Despliegue                            |
| ------------------------ | --------------------- | ------------------------------ | --------------- | --------------------- | ------------------------------------- |
| Pfizer-BioNTech          | EE. UU./Alemania      | ensayos clínicos - fase III    | 40 millones     | 14 de enero de 2021   | 12 de mayo de 2021                    |
| Oxford-AstraZeneca       | Reino Unido           | ensayos clínicos - fase III    | 17 millones     | 28 de enero de 2021   | 6 de marzo de 2021                    |
| Sinovac                  | China                 | ensayos clínicos - fase III    | 25 millones     | 22 de febrero de 2021 | 1 de marzo de 2021                    |
| Gamaleya                 | Rusia                 | ensayos clínicos - fase III    | 20 millones     | 19 de marzo de 2021   | 3 de mayo de 2021                     |
| Bharat Biotech (Covaxin) | India                 | ensayos clínicos - fase III    | 8 millones      | 19 de abril de 2021   | Pendiente                             |
| Janssen                  | EE. UU./Países Bajos  | ensayos clínicos - fase III    | 6 millones      | 19 de abril de 2021   | Pendiente                             |
| Moderna                  | EE. UU.               | ensayos clínicos - fase III    | 25 millones     | 5 de mayo de 2021     | Pendiente (esperado el junio de 2021) |
| Sinopharm                | China                 | ensayos clínicos - fase III    | –               | En repaso             | Pendiente                             |
| Novavax                  | EE. UU./India         | ensayos clínicos - fase III    | 30 millones     | Pendiente             | Pendiente (esperado el mayo de 2021)  |
| Arcturus                 | EE. UU./Singapur      | ensayos clínicos - fase II     | –               | Pendiente             | Pendiente                             |
| Clover                   | China/Reino Unido     | ensayos clínicos - fase II/III | –               | Pendiente             | Pendiente                             |
| EuBiologics              | EE. UU./Corea del Sur | ensayos clínicos - fase I/II   | –               | Pendiente             | Pendiente                             |

## Estadísticas

### Lotes de vacunas
| Lotes de vacunas llegadas a Filipinas | Lotes de vacunas llegadas a Filipinas | Lotes de vacunas llegadas a Filipinas | Lotes de vacunas llegadas a Filipinas | Lotes de vacunas llegadas a Filipinas |     |
| Puesto                                | Cantidad de dosis                     | Vacuna                                | Fecha de llegada                      | Referencias                           |     |
| ------------------------------------- | ------------------------------------- | ------------------------------------- | ------------------------------------- | ------------------------------------- | --- |
| 1°                                    | 600 000                               | Sinovac                               | 28 de febrero de 2021                 | [ 34 ]                                |     |
| 2°                                    | 487 200                               | Oxford-AstraZeneca                    | 4 de marzo de 2021                    | [ 35 ]                                |     |
| 3°                                    | 38 400                                | Oxford-AstraZeneca                    | 7 de marzo de 2021                    | [ 36 ]                                |     |
| 4°                                    | 400 000                               | Sinovac                               | 24 de marzo de 2021                   | [ 37 ] [ 38 ]                         |     |
| 5°                                    | 1 000                                 | Sinovac                               | 29 de marzo de 2021                   | [ 39 ]                                |     |
| 6°                                    | 500 000                               | Sinovac                               | 11 de abril de 2021                   | [ 40 ]                                |     |
| 7°                                    | 500 000                               | Sinovac                               | 22 de abril de 2021                   | [ 41 ]                                |     |
| 8°                                    | 500 000                               | Sinovac                               | 29 de abril de 2021                   | [ 42 ]                                |     |
| 9°                                    | 15 000                                | Gamaleya                              | 1 de mayo de 2021                     | [ 43 ]                                |     |
| 10°                                   | 1 500 000                             | Sinovac                               | 7 de mayo de 2021                     | [ 44 ]                                |     |
| 11°                                   | 2 030 400                             | Oxford-AstraZeneca                    | 8 de mayo de 2021                     | [ 45 ] [ 46 ]                         |     |
| 12°                                   | 193 050                               | Pfizer-BioNTech                       | 10 de mayo de 2021                    | [ 47 ]                                |     |
| 13°                                   | 15 000                                | Gamaleya                              | 12 de mayo de 2021                    | [ 48 ]                                |     |
| 14°                                   | 500 000                               | Sinovac                               | 20 de mayo de 2021                    | [ 49 ]                                |     |
| Total Dosis                           | 8 279 050                             | S/D                                   | S/D                                   | S/D                                   | S/D |
| Población                             | 108 771 978                           | S/D                                   | S/D                                   | S/D                                   | S/D |
| % de Dosis respecto a la Población    | 7,61 %                                | S/D                                   | S/D                                   | S/D                                   | S/D |

### Vacunación por región
| Vacunación en Filipinas por región a 13 de abril de 2021 | Vacunación en Filipinas por región a 13 de abril de 2021 | Vacunación en Filipinas por región a 13 de abril de 2021 | Vacunación en Filipinas por región a 13 de abril de 2021 | Vacunación en Filipinas por región a 13 de abril de 2021 | Vacunación en Filipinas por región a 13 de abril de 2021 | Vacunación en Filipinas por región a 13 de abril de 2021 | Vacunación en Filipinas por región a 13 de abril de 2021 | Vacunación en Filipinas por región a 13 de abril de 2021 | Vacunación en Filipinas por región a 13 de abril de 2021 | Vacunación en Filipinas por región a 13 de abril de 2021 | Vacunación en Filipinas por región a 13 de abril de 2021 | Vacunación en Filipinas por región a 13 de abril de 2021 | Vacunación en Filipinas por región a 13 de abril de 2021 |
| Región                                                   | Primera dosis                                            | Primera dosis                                            | Primera dosis                                            | Primera dosis                                            | Segunda dosis                                            | Segunda dosis                                            | Segunda dosis                                            | Segunda dosis                                            | Total de dosis                                           | Total de dosis                                           | Total de dosis                                           | Población (2020)                                         |                                                          |
| Región                                                   | Vacunados                                                | % del pob.                                               | Dosis asignadas                                          | % de asignación                                          | Vacunados                                                | % del pob.                                               | Dosis asignadas                                          | % de asignación                                          | Administradas                                            | Recibidas                                                | %                                                        | Población (2020)                                         |                                                          |
| -------------------------------------------------------- | -------------------------------------------------------- | -------------------------------------------------------- | -------------------------------------------------------- | -------------------------------------------------------- | -------------------------------------------------------- | -------------------------------------------------------- | -------------------------------------------------------- | -------------------------------------------------------- | -------------------------------------------------------- | -------------------------------------------------------- | -------------------------------------------------------- | -------------------------------------------------------- | -------------------------------------------------------- |
| La Cordillera                                            | 30 439                                                   | 1,68%                                                    | 44 500                                                   | 68,40%                                                   | 6800                                                     | 0,37%                                                    | 44 500                                                   | 15,28%                                                   | 37 239                                                   | 90 400                                                   | 41,19%                                                   | 1 807 738                                                |                                                          |
| Ilocos                                                   | 40 574                                                   | 0,76%                                                    | 56 800                                                   | 71,43%                                                   | 7060                                                     | 0,13%                                                    | 56 800                                                   | 12,42%                                                   | 47 634                                                   | 97 280                                                   | 48,96%                                                   | 5 270 807                                                |                                                          |
| Valle del Cagayán                                        | 23 143                                                   | 0,63%                                                    | 31 700                                                   | 73,00%                                                   | 7233                                                     | 0,19%                                                    | 31 700                                                   | 22,81%                                                   | 30 376                                                   | 51 660                                                   | 58,79%                                                   | 3 657 741                                                |                                                          |
| Luzón Central                                            | 101 605                                                  | 0,82%                                                    | 134 920                                                  | 75,30%                                                   | 6908                                                     | 0,05%                                                    | 134 920                                                  | 5,12%                                                    | 108 513                                                  | 190 700                                                  | 56,90%                                                   | 12 313 718                                               |                                                          |
| Calabarzón                                               | 100 627                                                  | 0,62%                                                    | 174 280                                                  | 57,73%                                                   | 3058                                                     | 0,01%                                                    | 174 280                                                  | 1,75%                                                    | 103 685                                                  | 268 160                                                  | 38,66%                                                   | 16 057 299                                               |                                                          |
| Gran Manila                                              | 423 688                                                  | 3,06%                                                    | 682 235                                                  | 62,10%                                                   | 55 786                                                   | 0,40%                                                    | 682 235                                                  | 8,17%                                                    | 479 474                                                  | 1 158 470                                                | 41,38%                                                   | 13 804 656                                               |                                                          |
| Región Tagala Sudoeste                                   | 20 949                                                   | 0,65%                                                    | 35 900                                                   | 58,35%                                                   | 3001                                                     | 0,09%                                                    | 35 900                                                   | 8,35%                                                    | 23 950                                                   | 56 200                                                   | 42,61%                                                   | 3 174 859                                                |                                                          |
| Bicolandia                                               | 22 543                                                   | 0,36%                                                    | 28 300                                                   | 79,65%                                                   | 3126                                                     | 0,05%                                                    | 28 300                                                   | 11,04%                                                   | 25 669                                                   | 40 900                                                   | 62,76%                                                   | 6 133 836                                                |                                                          |
| Bisayas Occidentales                                     | 36 599                                                   | 0,46%                                                    | 61 580                                                   | 59,43%                                                   | 12 287                                                   | 0,15%                                                    | 61 580                                                   | 19,95%                                                   | 48 886                                                   | 111 960                                                  | 43,66%                                                   | 7 904 899                                                |                                                          |
| Bisayas Centrales                                        | 75 169                                                   | 0,94%                                                    | 104 280                                                  | 72,08%                                                   | 13 836                                                   | 0,17%                                                    | 104 280                                                  | 13,26%                                                   | 89 005                                                   | 176 760                                                  | 50,35%                                                   | 7 957 046                                                |                                                          |
| Bisayas Orientales                                       | 22 566                                                   | 0,47%                                                    | 47 825                                                   | 47,18%                                                   | 3405                                                     | 0,07%                                                    | 47 825                                                   | 7,11%                                                    | 25 971                                                   | 80 450                                                   | 32,28%                                                   | 4 742 337                                                |                                                          |
| Península de Zamboanga                                   | 27 063                                                   | 0,71%                                                    | 40 100                                                   | 67,48%                                                   | 7936                                                     | 0,20%                                                    | 40 100                                                   | 19,79%                                                   | 34 999                                                   | 68 400                                                   | 51,16%                                                   | 3 782 761                                                |                                                          |
| Mindanao del Norte                                       | 47 447                                                   | 0,94%                                                    | 57 100                                                   | 83,09%                                                   | 8378                                                     | 0,16%                                                    | 57 100                                                   | 14,67%                                                   | 55 825                                                   | 91 000                                                   | 61,34%                                                   | 5 017 051                                                |                                                          |
| Región de Dávao                                          | 41 935                                                   | 0,79%                                                    | 63 000                                                   | 66,56%                                                   | 11 776                                                   | 0,22%                                                    | 63 000                                                   | 18,69%                                                   | 53 711                                                   | 103 600                                                  | 51,84%                                                   | 5 290 869                                                |                                                          |
| Mindanao Central                                         | 44 756                                                   | 0,90%                                                    | 64 970                                                   | 68,88%                                                   | 6468                                                     | 0,13%                                                    | 64 970                                                   | 9,95%                                                    | 51 224                                                   | 94 940                                                   | 53,95%                                                   | 4 919 936                                                |                                                          |
| Caraga                                                   | 25 617                                                   | 0,93%                                                    | 47 470                                                   | 53,96%                                                   | 3606                                                     | 0,13%                                                    | 47 470                                                   | 7,59%                                                    | 29 223                                                   | 80 140                                                   | 36,46%                                                   | 2 753 109                                                |                                                          |
| Bangsamoro                                               | 8931                                                     | 0,21%                                                    | 25 600                                                   | 34,88%                                                   | 1401                                                     | 0,03%                                                    | 25 600                                                   | 5,47%                                                    | 10 332                                                   | 40 000                                                   | 25,83%                                                   | 4 183 316                                                |                                                          |
| Total                                                    | 1 093 651                                                | 1,00%                                                    | 1 700 560                                                | 64,31%                                                   | 162 065                                                  | 0,14%                                                    | 1 700 560                                                | 9,53%                                                    | 1 255 716                                                | 2 801 020                                                | 44,83%                                                   | 108 771 978                                              |                                                          |